# أماني الأحبار في شرح معاني الآثار
أماني الأحبار في شرح معاني الآثار هو شرح عربي مكون من أربعة مجلدات على شرح معاني الآثار، من تأليف يوسف الكاندهلوي. بسبب وفاة المؤلف، لم يتمكن من إكمال هذا التعليق. وقد تمكن من الانتهاء من التعليق على القسم الأخير من فصول الوتر. تم الانتهاء من المجلد الأول في عام 1959، وتبعه المجلد الثاني في عام 1962. وبعد فترة انقطاع بسبب مسؤولياته التدريسية، عاد لاحقًا إلى المشروع، لكنه ظل غير مكتمل. وقد نُشر المجلدان الأولان في عام 1962، وأخرج زكريا الكاندهلوي المجلدين الثالث والرابع، في شكل مخطوطة، إلى النور في عام 1974.

## المنهجية
يبدأ المجلد الأول بمقدمة مفصلة تتحدث عن سيرة الطحاوي وفضله ومكانته. ويتناول جوانب مختلفة مثل حل التناقضات، والتحقق من الرواة، وشرح نصوص الحديث، ودراسة اقتباسات الطحاوي من كتب الحديث الأخرى. يتناول الشرح صحة الأحاديث، ومناقشة أسانيدها، وإثبات مذهب الطحاوي على طريقة الكشف . يتناول هذا الكتاب القضايا التي ذهب إليها أبو حنيفة وغيره من الأئمة، ويقارن بين آراء العلماء السابقين والمعاصرين. يستخدم التعليق لغة واضحة، مما يجعل المفاهيم المعقدة مفهومة. يتناول هذا الكتاب تحليل أسماء الرواة في كتاب أسماء الرجال، وتقييمات العلماء، وعبارات من كتب الحديث الأخرى. تُوضح المصطلحات الغريبة في نص الحديث باستخدام هذه التعبيرات. ويشير التفسير أيضًا إلى ألفاظ إضافية استعملها الطحاوي في رواياته. يتناول الحديث المستحب، ويعرض حجج العلماء. ويتحقق من صحة جمع الأحاديث، ومشتقاتها، وأدلتها، بالرجوع إلى كتب الحديث الأخرى. ويستشهد المؤلف بآراء العلماء السابقين والمعاصرين أثناء شرح الأحاديث. توفر الفقرات الافتتاحية لكل فصل نظرة عامة على الاختلافات والحجج بين الفصائل المتعارضة.

## الاستقبال
وكتب بيّنات أن دراسة هذا الكتاب تكشف عن قدرة القارئ على استيعاب الخبرة العلمية الواسعة التي يتمتع بها يوسف الكاندهلوي، وأبحاثه الواسعة، وبصيرته العميقة. وتعترف صحيفة عرب نيوز بهذا الكتاب باعتباره أحد المساهمتين المهمتين للكاندلاوي. أعرب محمد لطيف خان، الحاصل على درجة الدكتوراه من الجامعة الوطنية للغات الحديثة ، عن وجهة نظره قائلاً: "في تقديري، يبرز هذا الكتاب كتحفة فنية بارزة ودائمة في مجال علوم الحديث، ويعكس نهج السلف". وأضاف تقي عثماني أنه بلا شك يشكل عملاً علميًا مهمًا.

## طالع أيضًا
- دراسات الحديث الديوبندي

## روابط خارجية
- أماني الأحبار في شرح معاني الأثار في أرشيف الإنترنت